# Paolo Peli
Paolo Peli (Polaveno, 21 settembre 1895 – Podlabuk, 25 ottobre 1917) è stato un militare italiano, decorato di medaglia d'oro al valor militare alla memoria nel corso della prima guerra mondiale.

## Biografia
Nacque a Polaveno, provincia di Brescia, il 21 settembre 1895,  figlio di Luigi e Caterina Palini, all'interno di una famiglia di agricoltori. Divenuto un abile operaio emigrò in Svizzera e poi in Austria per lavoro. Rimpatriato dopo lo scoppio delle ostilità con l'Impero austro-ungarico, il 1 giugno 1915 fu chiamato a prestare servizio nel Regio Esercito assegnato in servizio al 50º Reggimento fanteria. Nel mese di settembre raggiunse la zona di operazioni in forza al 149º Reggimento fanteria della Brigata Trapani. Promosso caporale nel marzo 1916 e sergente nel mese di settembre, frequentò un breve corso presso la scuola mitraglieri di Brescia e poi venne assegnato alla 671ª Compagnia mitragliatrici Fiat in servizio dapprima al 77º Reggimento fanteria e poi al III Battaglione del 128º Reggimento fanteria della Brigata Firenze. Nell'agosto 1917 venne decorato con una medaglia di bronzo al valor militare per essersi distinto in combattimento sul Kobilek, dove rimasto ferito si rifiutò di abbandonare il suo posto di combattimento. Il 25 ottobre 1917, con l'inizio della battaglia di Caporetto, si trovava sul Monte Podlabuk, nei pressi del passo Zagradan, dove oppose una strenua resistenza all'avanzare del nemico. Durante il combattimento si accorse che il nemico aveva oltrepassato le difese laterali e portò subito la sua arma allo scoperto per fermarne l'avanzata. Per alcune ore, con il tiro della mitragliatrice, riuscì a fermare l'avanzata venendo ferito ad un braccio da un rinnovato assalto austriaco. Non abbandonò l'arma neanche quando quest'ultima venne resa inservibile dal tiro avversario. Invitato ad arrendersi, rifiutò decisamente l'offerta, e si difese con la sua pistola fino a che non cadde colpito a morte da una pallottola in fronte. Con Decreto Luogotenenziale del 16 agosto 1918 fu insignito della medaglia d'oro al valor militare alla memoria.

### Fonti
1. 1 2 3 4 5  Combattenti Liberazione.
2. ↑  Carolei, Greganti, Modica 1968, p. 162.
3. 1 2  Coltrinari, Ramaccia 2018, p. 186.
4. 1 2 3 4  Coltrinari, Ramaccia 2018, p. 187.
5. ↑  Cerruti 2017, p. 107.
6. ↑  Medaglie d'oro al valor militare sul sito della Presidenza della Repubblica